# Kıyıgören, Altınözü
Kıyıgören là một xã thuộc huyện Altınözü, tỉnh Hatay, Thổ Nhĩ Kỳ. Dân số thời điểm năm 2011 là 2.029 người.